# 타흐탈르산맥
타흐탈르산맥(튀르키예어: Tahtalı Dağları)은 터키 안탈리아 중부에 위치한 카르스트 지형의 산맥으로 토로스산맥 중턱에 위치하고 있다. 146개의 우발레와 846개의 돌리네가 위치하고 있으며 깊이는 192m에서 816m로 다양하다.

## 갤러리

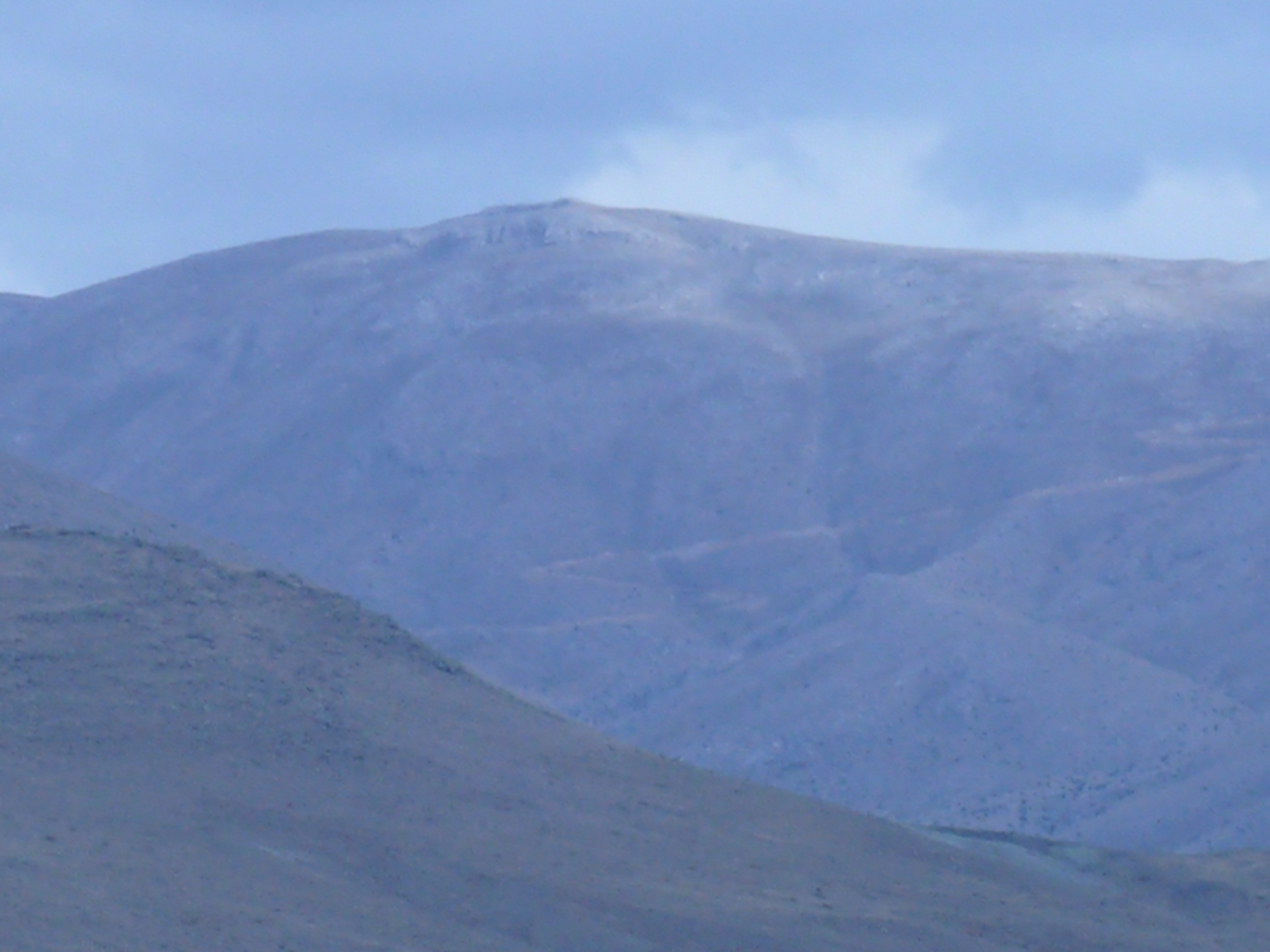
타흐탈르산맥의 안탈리산
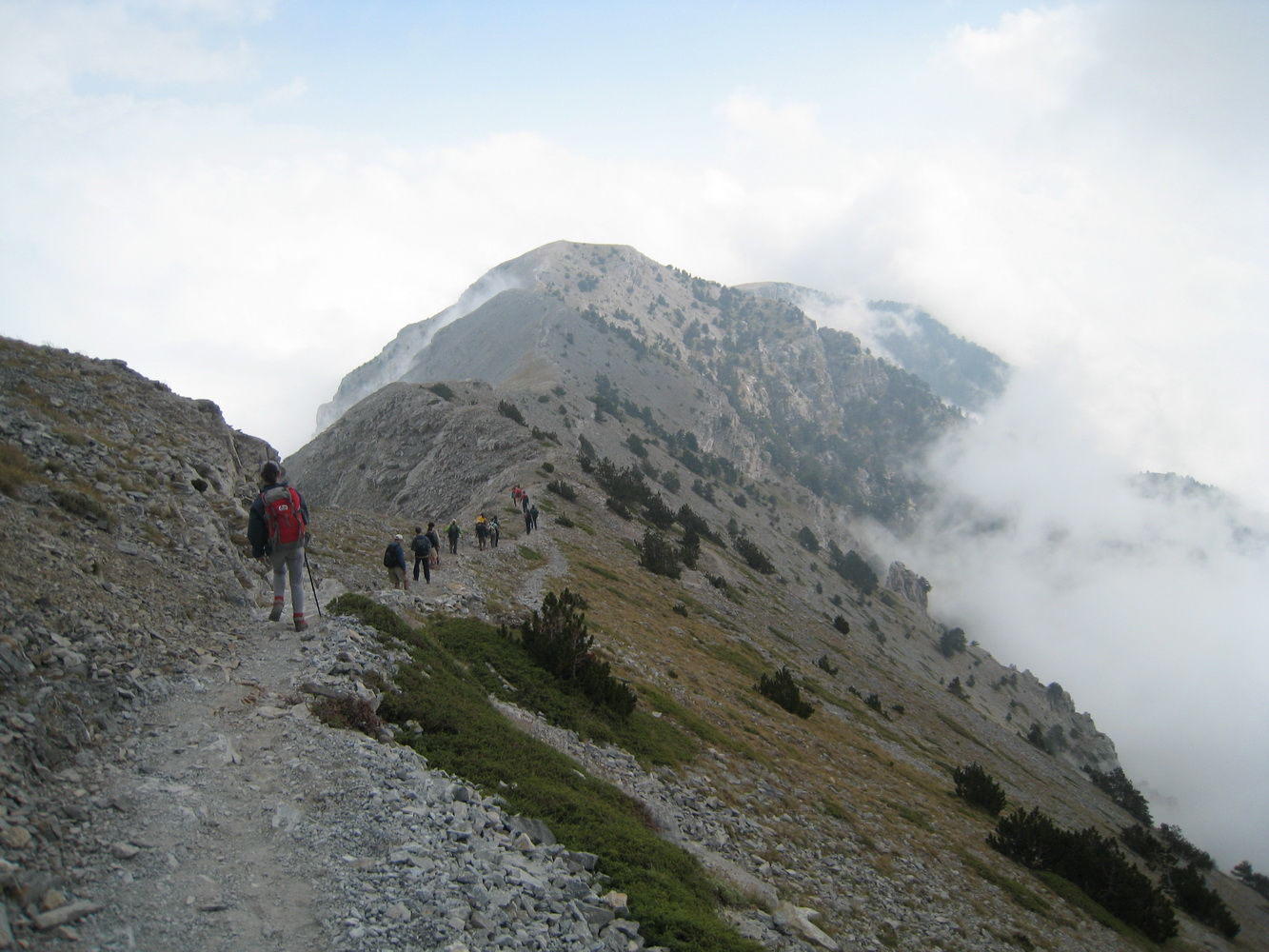
타흐탈르산맥의 등산로